# Parc national Desembarco del Granma
Le parc national Desembarco del Granma est un parc national situé dans la province de Granma, le sud-est de Cuba.

## Toponymie
Le parc porte le nom du yacht Granma dans lequel Fidel Castro, Che Guevara, Raúl Castro et 79 de leurs partisans naviguèrent du Mexique à Cuba en 1956 pour entamer la révolution cubaine (ils ont débarqué Playa Las Coloradas à Belic, municipalité de Niquero).

## Description
Le parc s'étend sur deux municipalités de la province de Granma : Niquero et Pilón.
Il totalise une surface de 32 576 ha, dont 26 180 ha de zones terrestres et 6 396 ha de zones marines. S'y ajoute une zone tampon terrestre de 9 287 ha.

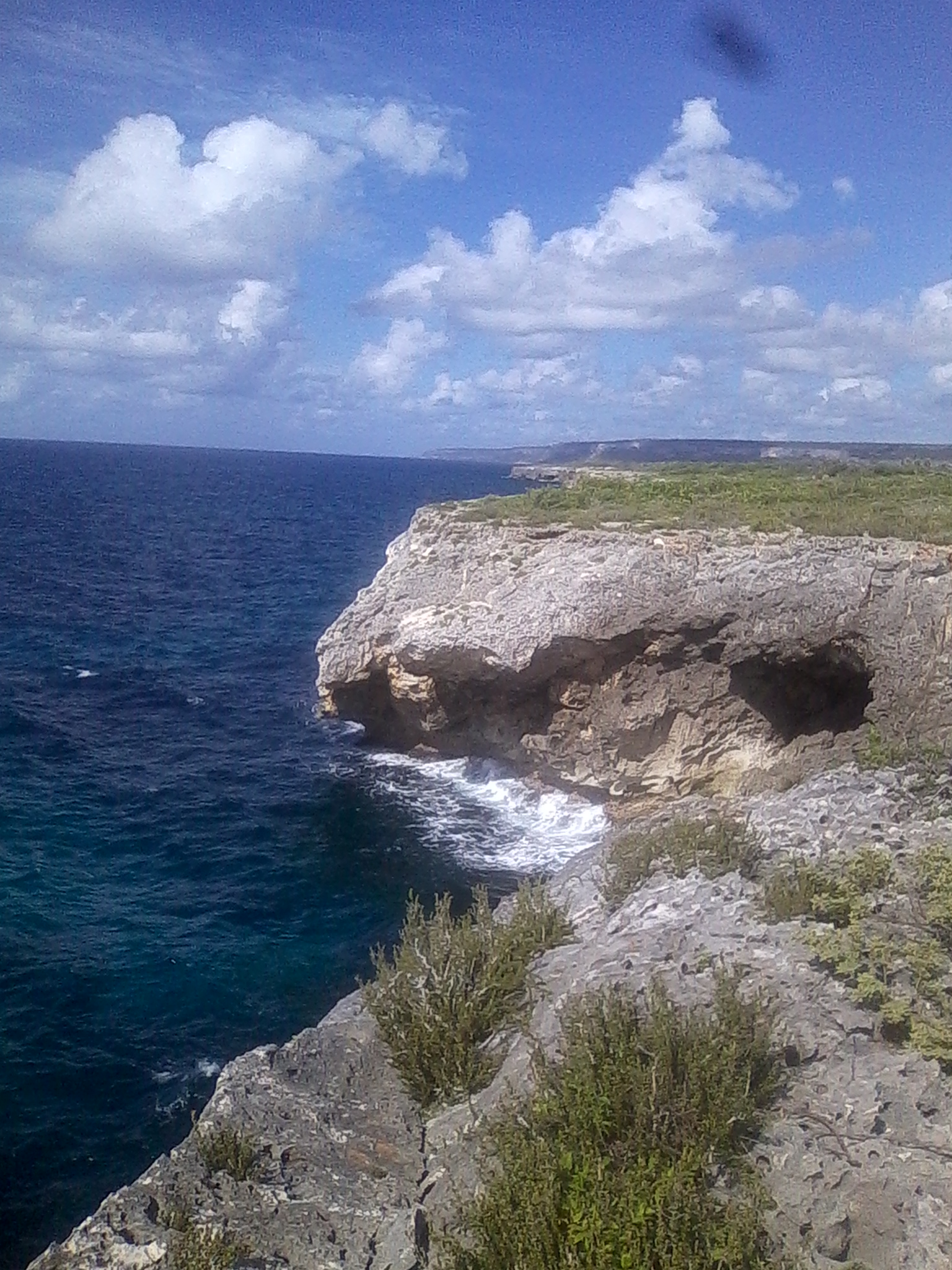
Une côte typique, vers Niquero
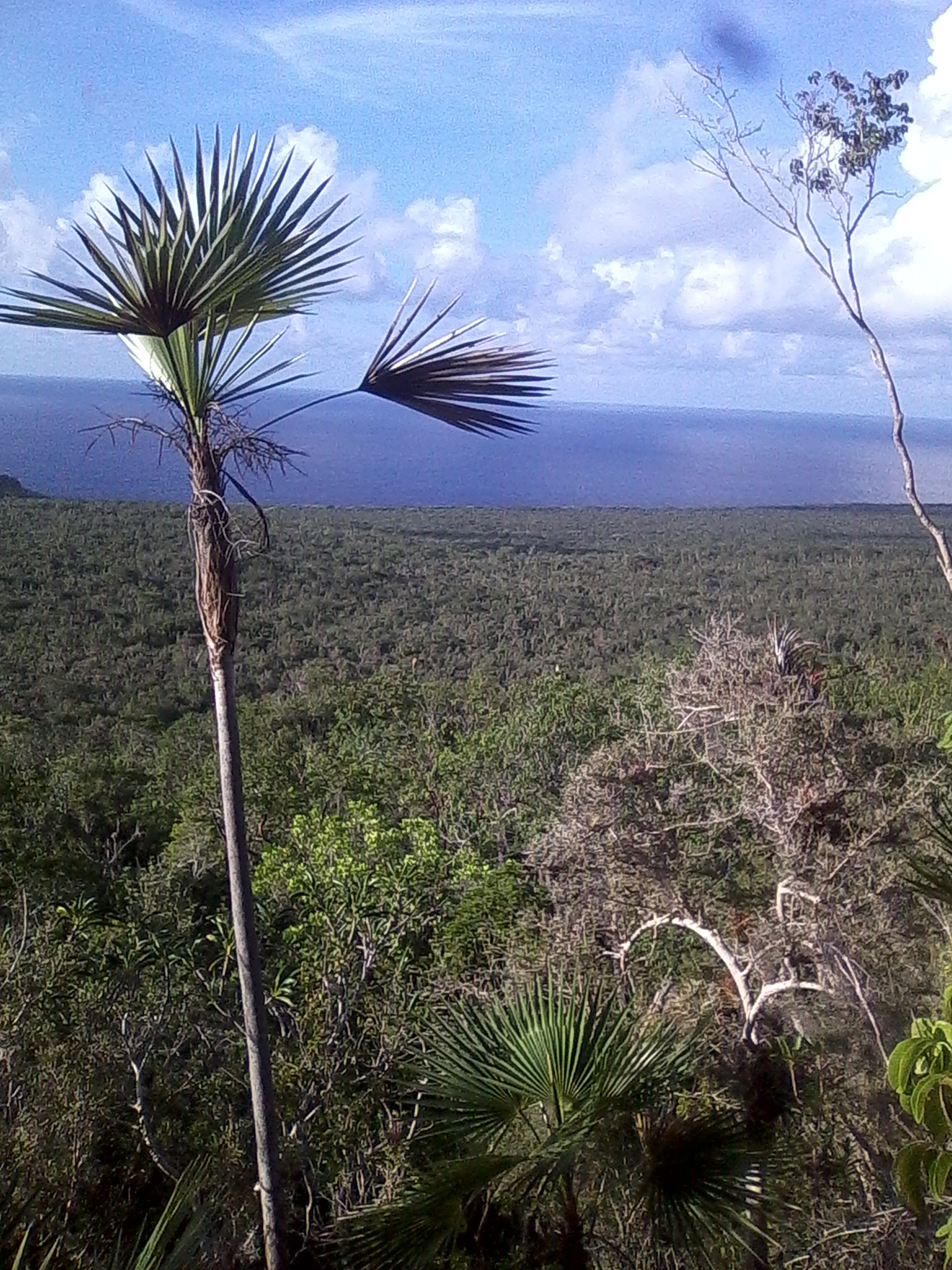
Vue vers la mer
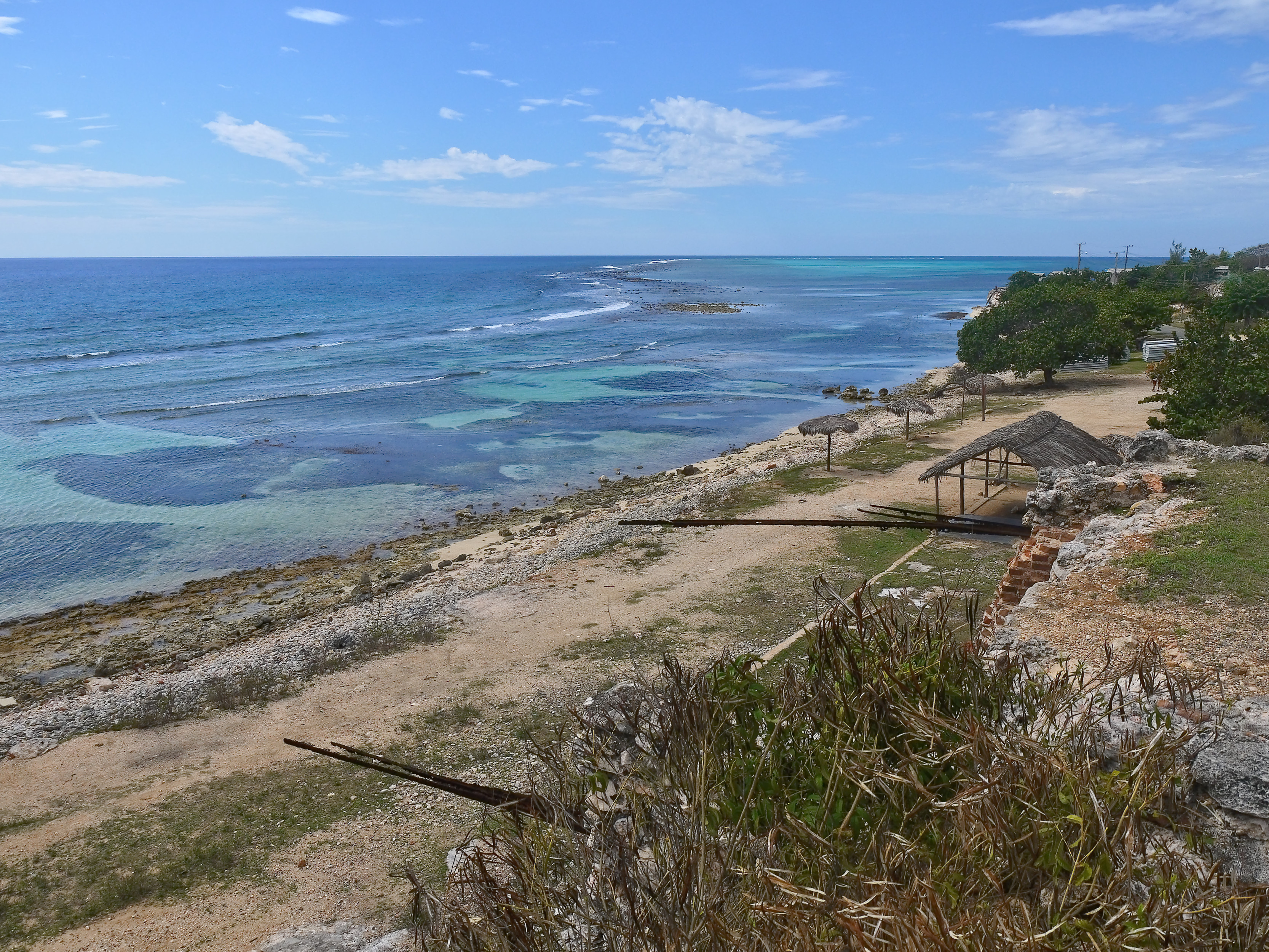
Cap Cruz
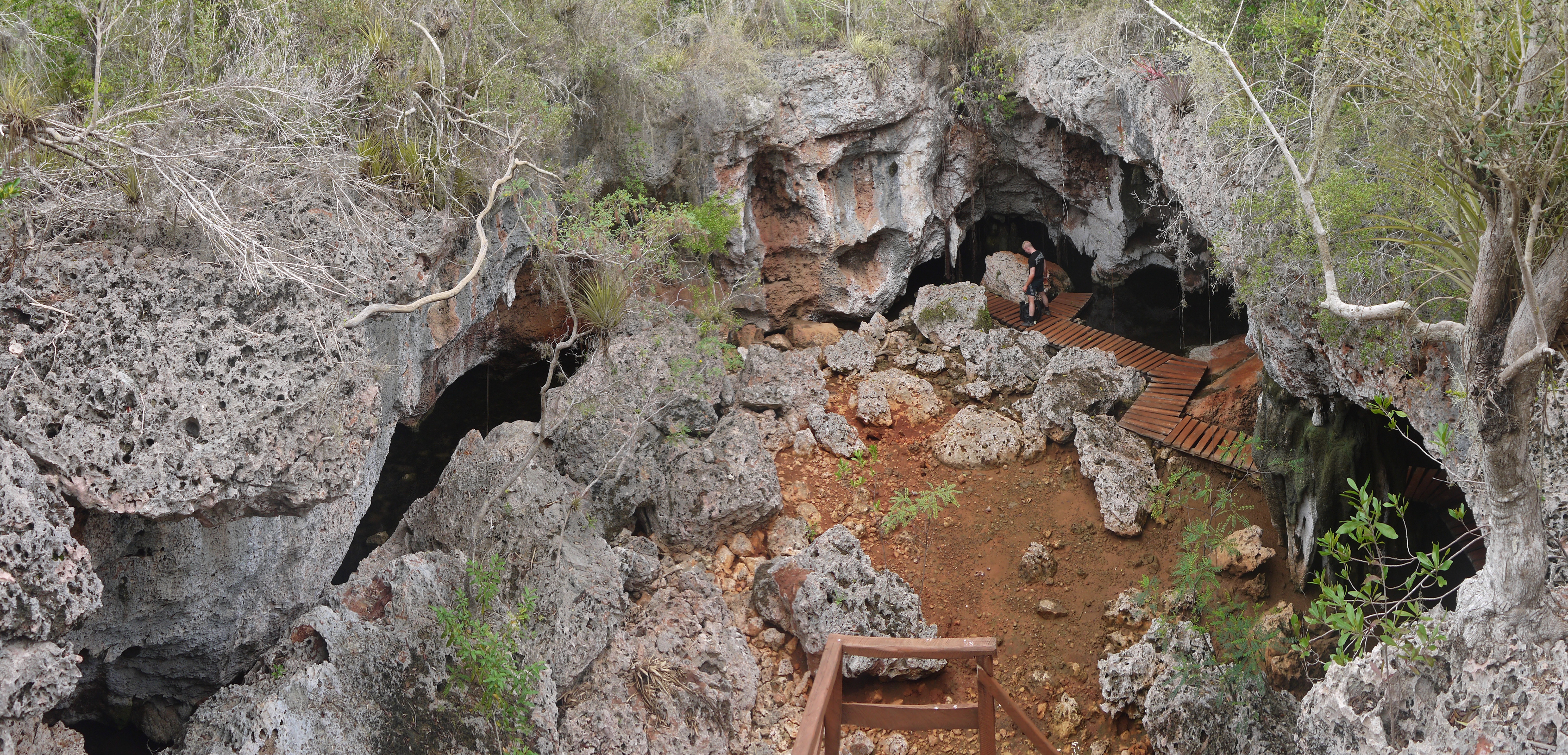
Grotte des Pétroglyphes

## Géologie
Il est situé sur une zone de contact, toujours active, entre la plaque tectonique des Caraïbes et celle d'Amérique du nord. La tectonique qui en résulte a créé par soulèvement les terrasses calcaires de Cabo Cruz, un récif corallien à l'extrémité ouest de la Sierra Maestra ; ces terrasses ont aussi été modelées par les fluctuations du niveau de la mer dues à de précédents changements climatiques. Elles sont nombreuses, remarquablement conservées et très hautes : leur altitude va de −180 m (sous le niveau de la mer) à 360 m. On y trouve une gamme de phénomènes karstiques, parmi lesquels les plus notables sont des dolines géantes, des falaises, des canyons et des grottes - submergés ou non.

## Patrimoine mondial
Le parc est inscrit depuis 1999 au Patrimoine mondial de l'UNESCO, pour la beauté de ses paysages (critère vii) et pour sa géologie particulière (critère viii).